# Nannophrys
Nannophrys – rodzaj płazów bezogonowych z podrodziny Dicroglossinae w rodzinie Dicroglossidae.

## Zasięg występowania
Rodzaj obejmuje gatunki występujące endemicznie w Sri Lance.

## Systematyka

### Etymologia
- Nannophrys (Nannofrys): gr. ναννος nannos „karzeł”[8]; οφρυς ophrus, οφρυος ophruos „brew”[9].
- Trachucephalus (Trachycephalus): gr. τραχυς trakhus „chropowaty, szorstki”[10]; κεφαλος -kephalos „-głowy”, od κεφαλη kephalē „głowa”[11]. Gatunek typowy: Trachucephalus ceylanicus Ferguson, 1874 (= Nannophrys ceylonensis Günther, 1869).
- Fergusonia: William Ferguson (1820–1887), brytyjski zoolog i botanik[5]. Nazwa zastępcza dla Trachycephalus Ferguson, 1875.

### Podział systematyczny
Do rodzaju należą następujące gatunki:
- Nannophrys ceylonensis Günther, 1869
- Nannophrys guentheri Boulenger, 1882
- Nannophrys marmorata Kirtisinghe, 1946
- Nannophrys naeyakai Fernando, Wickramasinghe & Rodrigo, 2007